# Jay Buhner
Jay Campbell Buhner (nascido em 13 de agosto de 1964), apelidado de "Bone", é um ex-jogador profissional de beisebol que atuou na Major League Baseball como campista direito.